# Ellisia nyctelea
Ellisia nyctelea là loài thực vật có hoa trong họ Mồ hôi. Loài này được (L.) L. mô tả khoa học đầu tiên năm 1763.